# Nils Rettig

MM 14200. En Osiris-statyett från Egypten, ur Medelhavs-museets samlingar.

Nils Robert Rettig, född 18 oktober 1892 i Stockholm, död där 11 mars 1933, var en svensk diplomat och konstsamlare, verksam i Schweiz, Polen och Egypten.

## Biografi
Nils Rettig var son till juristen och ämbetsmannen Gustaf Hjalmar Rettig (1856–1925), från den kända köpman- och redarfamiljen Rettig, och Julia Gustava Björkman (1867–1944), dotter till landshövdingen i Gävleborgs län, Carl Björkman (1831–1908).
Efter att ha tagit studentexamen vid Nya Elementarskolan i Stockholm fortsatte Nils sina studier vid Stockholm Högskola (nuvarande Stockholms universitet) där han 1916 avlade juris kandidatexamen (numera juristexamen). Han arbetade några månader samma år som e.o. notarie vid Svea hovrätt samt vid Rådhusrätten och Magistraten i Norrköping. Året därpå, 1917, avlade han partiell examen vid Handelshögskolan i Stockholm.
År 1918 anställdes han vid Utrikesdepartementet. Åren 1920–1921 tjänstgjorde han som 2:e legationssekreterare vid Sveriges beskickning i Bern, Schweiz. Åren 1922–1923 tjänstgjorde han i Warszawa, Polen, som 2:e legationssekreterare och t.f. Chargé d´affaires. Den 17 september 1923 begärde och beviljades han avsked (troligen p.g.a. sjukdom) med rätt att kvarstå som 2:e legationssekreterare i disponibilitet. Några år senare, hösten 1928, återinträdde han i tjänst, denna gång som 1:e legationssekreterare på den svenska beskickningen i Kairo, Egypten. I Kairo arbetade han under minister Harald Bildts (1876-1947) ledning fram till den 11 mars 1933 då han avled efter en tids sjukdom.
Nils började redan i tidiga år att samla på bl.a. böcker och autografer. Böckerna förvaras i familjen Rettigs museivåning på Villagatan 3 i Stockholm, som förvaltas av Kungliga Vitterhetsakademien. Autograferna finns på Riksarkivet i den Rettigska autografsamlingen med Tessinsamlingen.
Senare i livet samlade han även på konstföremål och de flesta av dessa köpte han i Kairo. Några av föremålen skänkte han till Egyptiska museet i Stockholm, resten förvärvades av museet efter Nils död 1933 från hans bror, historikern Herbert Rettig (1888–1962). Nils Rettigs samling finns idag på Medelhavsmuseet, som bildades 1954 genom en sammanslagning av Egyptiska museet och Cypernsamlingarna.
Nils Rettig förblev ogift.
I ett tillägg till sitt testamente, skrivet på hans dödsbädd i mars 1933, beordrade Nils sin bror Herbert och mor Julia att bränna hans ägodelar, som förvarades i hans rum på Villagatan 3. Den övervägande delen av de handlingar som finns bevarade på Riksarkivet är därför från hans barn- och ungdomstid samt hans tid i Kairo. Nils Rettig är begravd på Norra begravningsplatsen utanför Stockholm.